# Göran Setterberg
Lars Göran Setterberg, född 22 mars 1944 i Engelbrekts församling i Stockholm, är en svensk producent, produktionsledare, kortfilmsregissör och manusförfattare.

## Filmografi
- Frukost (1969) – inspelningsledare
- Hårdare tag mot busar och ligister (1971) – manus, klippning
- Pas des deux (1973) – regi, manus, producent, klippning
- Vem älskar Yngve Frej (1973) – inspelningsledare
- Hallo Baby (1976) – inspelningsledare
- Vi har vår egen sång - musikfilmen (1976) – produktionsledare
- På palmblad och rosor (1976) – produktionsledare
- Måndagarna med Fanny (1977) – produktionsledare
- Bang! (1977) – produktionsledare
- Jag är Maria (1979) – manus
- Orkanen (1979) – inspelningsledare
- Barnens ö (1980) – produktionsledare
- Ingenjör Andrées luftfärd (1982) – verkställande producent
- Henrietta (1983) – produktionsledare
- Sagolandet (1988) – producent, stillbildsfoto
- Il Capitano (1991) – manus, (verkställande) producent (mottagare av Guldbaggen för Bästa film[3])
- En frusen dröm (1997) – övrig medarbetare
- Världens säkraste kärnkraftverk (2012) – foto, inspelningsledare